# Poblado y necrópolis tardorromana de La Angostura
El poblado y necrópolis tardorromana de la Angostura está situado en el término municipal de Antequera (provincia de Málaga, España). La necrópolis se localiza en una antigua terraza del río Guadalhorce, en la margen izquierda del arroyo de la Angostura, un poco antes de que confluya con el Guadalhorce. El poblado, a su vez, se distribuye a lo largo de la margen derecha del arroyo hasta los pies de la Peña de las Angosturas.
Su presencia, junto al entorno privilegiado de la Peña de los Enamorados, nos garantiza la ocupación del área desde un Bronce Pleno hasta época medieval. 
Su excelente estado de conservación, hace de la necrópolis un ejemplo de la variedad tipológica de enterramientos presente en el mundo romano. 

## Descripción
Esta necrópolis se conoció cuando se realizaban las ampliaciones de una carretera, momento en el que se lleva a cabo una excavación de urgencia sobre un total de catorce sepulturas. 
Se distinguieron dos tipos de estructuras asociadas cada una de ellas a un tipo de enterramiento: 
- 1. En fosa rectangular con cubierta de tégulas a doble vertiente. En estas tumbas se practica la inhumación individual en posición decúbito supino y no presentan ajuar.
- 2. En fosa rectangular con cubierta horizontal a base de lajas de caliza. También se trata de inhumaciones pero colectivas, dos o tres individuos, y sin ajuar.

Cronológicamente corresponden a los siglos II-III d. C. y a los siglos IV-V d. C. Por otro lado, el poblado es de grandes dimensiones, pudiéndose apreciar en superficie abundantes restos de estructuras rectangulares realizadas en piedra, distribuidas por el cerrillo que se encuentra al sur del cortijo de la Angostura, junto a grandes sillares y otros elementos constructivos alrededor del mencionado cortijo. El material arqueológico asociado se corresponde con la cronología de la necrópolis. 